# Escuela de Estudios Internacionales Avanzados Paul H. Nitze
La Escuela de Estudios Internacionales Avanzados Paul H. Nitze (Paul H. Nitze School of Advanced International Studies -SAIS- en inglés y oficialmente) es una escuela de posgrado de la Universidad de Johns Hopkins, ubicada en Washington D. C. dedicada al estudio de las relaciones internacionales, la economía, la diplomacia y la política internacional. 
SAIS forma parte de la Universidad Johns Hopkins y es una institución académica global, al contar con presencia en tres diferentes continentes, con campus en Washington D. C. (Estados Unidos), Bolonia (Italia) y Nankín (China).
Su sede central en Washington está en la Avenida Pennsylvania a cuadras del Capitolio y la Casa Blanca. Anteriormente funcionó en el área conocida como Avenida Massachusetts, junto a Dupont Circle, rodeada de numerosas embajadas y los centros de investigación más importantes de Estados Unidos, tales como la Institución Brookings, el Instituto Peterson, el Fondo Carnegie para la Paz Internacional o el Centro para el Desarrollo Global.  ACtualment

## Historia
SAIS fue fundada 1943 por Paul Nitze y Christian Herter. Se estableció durante la Segunda Guerra Mundial por un grupo de hombres de estado que querían contar con un instituto que pudiese formar americanos para las responsabilidades internacionales de la postguerra. El énfasis se puso desde el principio en la enseñanza e investigación de relaciones internacionales, economía internacional e idiomas. El lugar natural para la escuela era la capital de los Estados Unidos, Washington D. C., dado que era el centro del poder político y de la política exterior norteamericana. Durante el primer año académico, en 1944, se matricularon 15 estudiantes. Se convirtió en parte de la Universidad Johns Hopkins en 1950.
En 1955 se creó el Bologna Center en la ciudad de Bolonia (Italia), la primera institución de postgrado fundada en Europa bajo el sistema universitario americano. En 1963, SAIS creció más allá de su primera sede en Florida Avenue y se trasladó a uno de sus actuales edificios en Massachusetts Avenue, N.W. (Washington D. C.). En 1986 se creó el Hopkins-Nanjing Center en Nankín (China), completando de forma pionera la presencia global de la escuela.

## Estudios y profesorado
La escuela imparte exclusivamente titulaciones de postgrado (Máster y PhD) y se divide en 14 departamentos de investigación. Algunos son temáticos (Economía Internacional, Relaciones Internacionales, Estudios Estratégicos, Derecho Internacional, Desarrollo Internacional, etc.) mientras que otros son geográficos (Estudios Africanos, Asiáticos, Europeos, Oriente Próximo, Latinoamericanos, etc.). Cuenta con unos 550 estudiantes en Washington D. C., unos 180 en Bolonia y 100 en China. Algo menos del 60% proviene de los Estados Unidos, con el resto repartido entre más de 66 países diferentes. 
Algunos de los miembros del claustro más destacados son o han sido Francis Fukuyama, Paul Wolfowitz, (que fue decano), Zbigniew Brzezinski o Robert Mundell (premio en Ciencias Económicas en memoria de Alfred Nobel). 

## Centros de investigación
- Foreign Policy Institute
- Central Asia-Caucasus Institute
- Center For Constitutional Studies And Democratic Development (Italia)
- Center for Displacement Studies
- Center for International Business and Public Policy
- Center for Strategic Education
- Center for Transatlantic Relations
- The Dialogue Project
- Hopkins-Nanjing Research Center (China)
- Institute for International Research (China)
- International Energy and Environment Program (IEEP)
- International Reporting Project
- Philip Merrill Center for Strategic Studies
- Protection Project
- Reischauer Center for East Asia Studies
- Schwartz Forum on Constructive Capitalism
- SME Institute
- Swiss Foundation for World Affairs
- US-Korea Institute

## Enlaces
- SAIS Website
- SAIS Bologna Center Website
- Hopkins-Nanjing Center Website
- SAIS Review, Journal of International Affairs

- Datos: Q1352632
- Multimedia: Paul H. Nitze School of Advanced International Studies / Q1352632